# Izmir Smajlaj
Izmir Smajlaj (Scutari, 29 marzo 1993) è un lunghista e triplista albanese, campione europeo indoor di salto in lungo a Belgrado 2017.
È il detentore del record nazionale di salto in lungo, sia all'aperto che indoor, e del salto triplo outdoor.

## Record nazionali
- Salto in lungo: 8,16 m ( Tirana, 8 maggio 2021)
- Salto in lungo indoor: 8,08 m ( Belgrado, 4 marzo 2017)
- Salto triplo: 16,30 m ( Elbasan, 7 giugno 2016)

## Palmarès
| Anno | Manifestazione          | Sede           | Evento         | Risultato | Prestazione | Note                                     |
| ---- | ----------------------- | -------------- | -------------- | --------- | ----------- | ---------------------------------------- |
| 2012 | Mondiali juniores       | Barcellona     | Salto in lungo | nm (q)    | nm (q)      |                                          |
| 2013 | Mondiali                | Mosca          | Salto in lungo | 24º (q)   | 7,55 m      | Miglior prestazione personale            |
| 2014 | Europei                 | Zurigo         | Salto in lungo | 22º (q)   | 7,56 m      | Miglior prestazione personale            |
| 2016 | Europei                 | Amsterdam      | Salto in lungo | 9º        | 7,75 m      |                                          |
| 2016 | Giochi olimpici         | Rio de Janeiro | Salto in lungo | 21º (q)   | 7,72 m      |                                          |
| 2017 | Europei indoor          | Belgrado       | Salto in lungo | Oro       | 8,08 m      | Record nazionale                         |
| 2018 | Giochi del Mediterraneo | Tarragona      | Salto in lungo | 4º        | 7,85 m      | Miglior prestazione personale stagionale |
| 2018 | Europei                 | Berlino        | Salto in lungo | 10º       | 7,83 m      |                                          |
| 2019 | Europei indoor          | Glasgow        | Salto in lungo | dns       | dns         |                                          |
| 2021 | Europei indoor          | Toruń          | Salto in lungo | 9º (q)    | 7,69 m      |                                          |
| 2021 | Giochi olimpici         | Tokyo          | Salto in lungo | 18º (q)   | 7,86 m      |                                          |
| 2024 | Europei                 | Roma           | Salto in lungo | 21º (q)   | 7,78 m      | Miglior prestazione personale stagionale |